# 2004年の相撲
2004年の相撲（2004ねんのすもう）は、2004年の相撲関係のできごとについて述べる。

## 大相撲

### できごと
- 1月、1月場所6日目と13日目に高見盛、追風海の出身地である青森県板柳町から来場者プレゼントでりんごとポストカードが配られた。元小結小城錦引退、年寄中立襲名。役員改選が行われ、監事は選挙になった。
- 2月、14，15日にソウル場所。18にプサン場所を行い、19日に帰国。29日、元横綱鏡里死去、80歳。
- 3月、3月場所7日目、館内の入場者約400人を対象に「大相撲観戦に関する意識調査」のアンケート。
- 4月、法人向け会員組織の「大相撲応援倶楽部」が発足。「横綱会」が行われ、21人中18人が参加。元横綱佐田の山が藍綬褒章を受章。
- 5月、元前頭6枚目若ノ城引退、準年寄若ノ城承認。元大関貴ノ浪引退、年寄音羽山襲名。元小結濱ノ嶋引退、年寄尾上襲名。
- 6月、3日に31年ぶりの中国公演のため一行が出発。5、6日北京場所。9，10上海場所を行い、11日に帰国した。
- 7月、関脇陥落の栃東が10勝し、大関復帰。年寄名跡を巡る民事訴訟で、7代立浪の逆転勝訴が確定。
- 11月、力士会は新潟県中越地震の被災者に義援金を贈ることを決めた。大関武双山引退、年寄藤島襲名。元前頭11枚目大碇引退、準年寄大碇承認。

### 本場所

#### 一月場所（初場所）
両国国技館（東京都）を会場に、初日の1月11日（日）から千秋楽の1月25日（日）までの15日間開催された。
| タイトル     | タイトル     | 人物（所属部屋 出身地） - 成績                                                   |
| ------------ | ------------ | -------------------------------------------------------------------------------- |
| 幕内最高優勝 | 幕内最高優勝 | 朝青龍明徳（高砂部屋 モンゴル・ウランバートル出身） - 15戦全勝（2場所ぶり5回目） |
| 三賞         | 殊勲賞       | 該当者なし                                                                       |
| 三賞         | 敢闘賞       | 琴光喜啓司（佐渡ヶ嶽部屋 愛知県岡崎市出身） - 13勝2敗（8場所ぶり3回目）          |
| 三賞         | 技能賞       | 垣添徹（武蔵川部屋 大分県宇佐市出身） - 11勝4敗（初受賞）                        |
| 十両優勝     | 十両優勝     | 和歌乃山洋（武蔵川部屋 和歌山県御坊市出身） - 11勝4敗 ※優勝決定戦勝利            |

#### 三月場所（春場所、大阪場所）
大阪府立体育会館（大阪市）を会場に、初日の3月14日（日）から千秋楽の3月28日（日）までの15日間開催された。
| タイトル     | タイトル     | 人物（所属部屋 出身地） - 成績                                                   |
| ------------ | ------------ | -------------------------------------------------------------------------------- |
| 幕内最高優勝 | 幕内最高優勝 | 朝青龍明徳（高砂部屋 モンゴル・ウランバートル出身） - 15戦全勝（2場所連続6回目） |
| 三賞         | 殊勲賞       | 朝赤龍太郎（高砂部屋 モンゴル・ウランバートル出身） - 13勝2敗（初受賞）          |
| 三賞         | 敢闘賞       | 琴ノ若晴將（佐渡ヶ嶽部屋 山形県尾花沢市出身） - 11勝4敗（35場所ぶり4回目）       |
| 三賞         | 技能賞       | 朝赤龍太郎（高砂部屋 モンゴル・ウランバートル出身） - 13勝2敗（初受賞）          |
| 十両優勝     | 十両優勝     | 白鵬翔（宮城野部屋 モンゴル・ウランバートル出身） - 12勝3敗 ※優勝決定戦勝利      |

#### 五月場所（夏場所）
両国国技館（東京都）を会場に、初日の5月9日（日）から千秋楽の5月23日（日）までの15日間開催された。
| タイトル     | タイトル     | 人物（所属部屋 出身地） - 成績 |
| ------------ | ------------ | --- |
| 幕内最高優勝 | 幕内最高優勝 | 朝青龍明徳（高砂部屋 モンゴル・ウランバートル出身） - 13勝2敗（3場所連続7回目） ※優勝決定戦勝利                                                  |
| 三賞         | 殊勲賞       | 北勝力英樹（八角部屋 栃木県那須郡黒羽町出身） - 13勝2敗（初受賞）                                                                                |
| 三賞         | 敢闘賞       | 北勝力英樹（八角部屋 栃木県那須郡黒羽町出身） - 13勝2敗（12場所ぶり2回目） 白鵬翔（宮城野部屋 モンゴル・ウランバートル出身） - 12勝3敗（初受賞） |
| 三賞         | 技能賞       | 玉乃島新（片男波部屋 福島県西白河郡泉崎村出身） - 12勝3敗（初受賞）                                                                              |
| 十両優勝     | 十両優勝     | 時天空慶晃（時津風部屋 モンゴル・トゥブ県出身） - 12勝3敗                                                                                        |

#### 七月場所（名古屋場所）
愛知県体育館（名古屋市）を会場に、初日の7月4日（日）から千秋楽の7月18日（日）までの15日間開催された。
| タイトル     | タイトル     | 人物（所属部屋 出身地） - 成績                                                  |
| ------------ | ------------ | ------------------------------------------------------------------------------- |
| 幕内最高優勝 | 幕内最高優勝 | 朝青龍明徳（高砂部屋 モンゴル・ウランバートル出身） - 13勝2敗（4場所連続8回目） |
| 三賞         | 殊勲賞       | 該当者なし                                                                      |
| 三賞         | 敢闘賞       | 豊桜保勝（陸奥部屋 広島県広島市安佐北区出身） - 12勝3敗（初受賞）               |
| 三賞         | 技能賞       | 該当者なし                                                                      |
| 十両優勝     | 十両優勝     | 琴欧州勝紀（佐渡ヶ嶽部屋 ブルガリア・ベリコタロノボ出身） - 13勝2敗             |

#### 九月場所（秋場所）
両国国技館（東京都）を会場に、初日の9月12日（日）から千秋楽の9月26日（日）までの15日間開催された。
| タイトル     | タイトル     | 人物（所属部屋 出身地） - 成績 |
| ------------ | ------------ | --- |
| 幕内最高優勝 | 幕内最高優勝 | 魁皇博之（友綱部屋 福岡県直方市出身） - 13勝2敗（7場所ぶり5回目）                                                                             |
| 三賞         | 殊勲賞       | 栃乃洋泰一（春日野部屋 石川県七尾市出身） - 11勝4敗（5場所ぶり3回目）                                                                         |
| 三賞         | 敢闘賞       | 琴ノ若晴將（佐渡ヶ嶽部屋 山形県尾花沢市出身） - 10勝5敗（3場所ぶり5回目） 露鵬幸生（大嶽部屋 ロシア・ウラジカフカス出身） - 10勝5敗（初受賞） |
| 三賞         | 技能賞       | 該当者なし |
| 十両優勝     | 十両優勝     | 安馬公平（安治川部屋 モンゴル・ウランバートル出身） - 11勝4敗 ※優勝決定戦勝利                                                                 |

#### 十一月場所（九州場所）
福岡国際センター（福岡市）を会場に、初日の11月14日（日）から千秋楽の11月28日（日）までの15日間開催された。
| タイトル     | タイトル     | 人物（所属部屋 出身地） - 成績                                                  |
| ------------ | ------------ | ------------------------------------------------------------------------------- |
| 幕内最高優勝 | 幕内最高優勝 | 朝青龍明徳（高砂部屋 モンゴル・ウランバートル出身） - 13勝2敗（2場所ぶり9回目） |
| 三賞         | 殊勲賞       | 白鵬翔（宮城野部屋 モンゴル・ウランバートル出身） - 12勝3敗（初受賞）           |
| 三賞         | 敢闘賞       | 琴欧州勝紀（佐渡ヶ嶽部屋 ブルガリア・ベリコタロノボ出身） - 11勝4敗（初受賞）   |
| 三賞         | 技能賞       | 若の里忍（鳴戸部屋 青森県弘前市出身） - 11勝4敗（33場所ぶり2回目）              |
| 十両優勝     | 十両優勝     | 石出祐二（放駒部屋 埼玉県三郷市出身） - 12勝3敗                                 |

### 表彰
- 年間最優秀力士賞・年間最多勝：朝青龍明徳（78勝12敗）

### 新弟子検査合格者
四股名が太字の者は現役力士。最高位は引退力士のみ記載。
| 場所     | 主な合格者                     | 四股名       | 最高位     | 最終場所       | 備考             |
| -------- | ------------------------------ | ------------ | ---------- | -------------- | ---------------- |
| 1月場所  | バトジャルガル・ムンフオリギル | 玉鷲一朗     | （現役）   | （現役）       |                  |
| 1月場所  | 大西雅継                       | 嘉風雅継     | 関脇       | 2019年9月場所  |                  |
| 3月場所  | 山本洋介                       | 豊真将紀行   | 小結       | 2015年1月場所  |                  |
| 3月場所  | 木村守                         | 木村山守     | 前頭7枚目  | 2014年1月場所  |                  |
| 3月場所  | 磯部洋之                       | 磋牙司洋之   | 前頭9枚目  | 2021年7月場所  | 第2検査合格      |
| 3月場所  | 里山浩作                       | 里山浩作     | 前頭12枚目 | 2018年11月場所 |                  |
| 3月場所  | 上林義之                       | 大岩戸義之   | 前頭16枚目 | 2018年3月場所  | 幕下15枚目格付出 |
| 3月場所  | 白石信広                       | 白乃波寿洋   | 十両4枚目  | 2011年1月場所  |                  |
| 3月場所  | 黒澤幸太                       | 益荒海幸太   | 十両5枚目  | 2013年5月場所  | 第2検査合格      |
| 3月場所  | 鈴木竜一                       | 出羽疾風龍二 | 十両9枚目  | 2019年5月場所  |                  |
| 3月場所  | 松本太一                       | 出羽鳳太一   | 十両10枚目 | 2017年7月場所  |                  |
| 3月場所  | 横山英希                       | 高見藤英希   | 十両13枚目 | 2007年5月場所  | 幕下15枚目格付出 |
| 5月場所  | カイド・ホーヴェルソン         | 把瑠都凱斗   | 大関       | 2013年7月場所  |                  |
| 7月場所  |                                |              |            |                |                  |
| 9月場所  |                                |              |            |                |                  |
| 11月場所 |                                |              |            |                |                  |

### 引退
| 場所     | 主な引退力士 | 最高位     | 初土俵                            | 備考                   |
| -------- | ------------ | ---------- | --------------------------------- | ---------------------- |
| 1月場所  | 小城錦康年   | 小結       | 1987年3月場所                     | 年寄「中立」襲名       |
| 1月場所  | 星誕期偉真智 | 十両3枚目  | 1987年5月場所                     |                        |
| 1月場所  | 陸奥北海勝昭 | 十両6枚目  | 1981年3月場所                     | 世話人就任             |
| 1月場所  | 大日岳栄隆   | 十両7枚目  | 1982年5月場所                     | 世話人就任             |
| 3月場所  | 国東始       | 十両4枚目  | 1991年9月場所                     | 引退時の四股名は功弐東 |
| 5月場所  | 貴ノ浪貞博   | 大関       | 1987年3月場所                     | 年寄「音羽山」襲名     |
| 5月場所  | 濱ノ嶋啓志   | 小結       | 1992年1月場所（幕下最下位格付出） | 年寄「尾上」襲名       |
| 5月場所  | 若ノ城宗彦   | 前頭6枚目  | 1992年1月場所                     | 準年寄就任             |
| 7月場所  | 富風悟       | 十両8枚目  | 1987年7月場所                     |                        |
| 9月場所  | 金親和行     | 十両2枚目  | 1985年9月場所                     | 年寄「宮城野」襲名     |
| 9月場所  | 琴岩国武士   | 十両12枚目 | 1988年3月場所                     |                        |
| 11月場所 | 武双山正士   | 大関       | 1993年1月場所（幕下最下位格付出） | 年寄「藤島」襲名       |
| 11月場所 | 大碇剛       | 前頭11枚目 | 1995年3月場所（幕下最下位格付出） | 準年寄就任             |
| 11月場所 | 壽山勝昭     | 十両2枚目  | 1991年3月場所                     |                        |

#### 引退相撲興行
- 1月31日 - 安芸乃島引退藤島襲名披露大相撲（両国国技館）[26]
- 2月1日 - 大善引退富士ヶ根襲名披露大相撲（両国国技館）[27]
- 5月30日 - 小城錦引退中立襲名披露大相撲（両国国技館）[28]
- 10月2日 - 武蔵丸引退披露大相撲（両国国技館）[29]
- 10月3日 - 蒼樹山引退枝川襲名披露大相撲（両国国技館）[30]

## 誕生
- 3月23日 - 安青錦新大（現役力士、所属：安治川部屋）

## 死去
- 2月2日 - 29代式守伊之助（元・立行司、所属：春日野部屋、* 1935年【昭和10年】）[31]
- 2月29日 - 鏡里喜代治（第42代横綱、所属：粂川部屋→双葉山道場→時津風部屋、* 1923年【大正12年】）[32]

## その他
- 10月14日、PRIDE 武士道 -其の伍-の試合で、格闘家転向後初勝利を収めた戦闘竜が試合後に「相撲は強いんだよ!」とマイクアピールをした。